# Simonetta Vespucci
Simonetta Vespucci, kallad la bella Simonetta, född 28 januari 1453 i Genua, död 26 april 1476 i Florens, var en italiensk adelsdam, känd för sin skönhet. Hon gav konstnärer inspiration till en rad målningar, bland andra Venus födelse, utförd av Sandro Botticelli.

## Biografi
Simonetta Vespucci var dotter till adelsmannen Gaspare Cattaneo della Volta och Cattocchia Spinola. Vid omkring femton års ålder 1469 gifte hon sig med Marco Vespucci, som var avlägsen släkting till upptäcktsresanden Amerigo Vespucci. 
Hon kom att bli mycket uppskattad inom Florens aristokrati. Framförallt blev hon berömd för sin skönhet och hon avbildades av Sandro Botticelli och flera andra framstående konstnärer. Vid ett tornerspel 1475 utnämndes Simonetta till skönhetsdrottning. 
Påföljande år avled hon i tuberkulos och tusentals följde henne till den sista vilan.
Simonetta Vespucci har fått sitt sista vilorum i kyrkan Ognissanti i Florens.

## Simonetta i konsten
Det finns flera konstverk där Simonetta anses vara avbildad.
| - Porträtt av en kvinna av Piero di Cosimo. - Porträtt av en kvinna av Sandro Botticellis ateljé. - Porträtt av en kvinna av Sandro Botticellis ateljé. - Flora i Venus födelse av Botticelli. - En av de tre gracerna i De tre gracerna av Botticelli. - Venus i Primavera av Botticelli. - Venus i Venus födelse av Botticelli. - Procris död av Piero di Cosimo. |